# What's your message ?
「what's your message ?」（ホワッツ・ユア・メッセージ）は、小田和正の楽曲。2023年4月26日にソニー・ミュージックレーベルズ（Little Tokyo / Ariola Japanレーベル）より配信限定リリースされた。

## 解説
フジテレビ系木曜劇場『この素晴らしき世界』主題歌。
小田がフジテレビのドラマへの楽曲提供は2011年の『東京の空』（木曜劇場『それでも、生きてゆく』主題歌）以来約12年ぶり、また、テレビドラマ主題歌としては前作の『so far so good』（NHK総合テレビドラマ10『正直不動産』主題歌）に続き、配信限定リリースは2021年の『風を待って』から4作連続となる。
小田は「ドラマの主題歌を書くことになった。「コメディー」だと言う。楽しい曲がいいと言うことだろうか。しかし、気をつけなければいけない。コメディーにこそ強いメッセージが隠されている。台本を眺めつつ書いた」とコメントしている。

## 収録曲
| 全作詞・作曲・編曲: 小田和正。 |                                                                             |          |            |      |
| #                              | タイトル                                                                    | 作詞     | 作曲・編曲 | 時間 |
| 1.                             | 「what's your message ?」(フジテレビ系木曜劇場『この素晴らしき世界』主題歌) | 小田和正 | 小田和正   | 3:37 |

## レコーディング・メンバー
- Mansaku Kimura - Drums & Percussion
- Nathan East - Bass
- Yoshiyuki Sahashi - Guiters
- Kinbara Strings Group - Strings
- Tomoyuki Asakawa - Harp
- Takako Matsu - Vocal
- Sho Wada - Vocal
- Hideki Mochizuki - Programming